# Максим Регийский
Макси́м Реги́йский (Максим Рье́зский; умер в 460) — святой, епископ Рьеза. День памяти — 27 ноября.
Святой Максим родился неподалёку от города Динь и стал монахом в Леринском монастыре. Когда в 426 году святой Гонорат, основатель и первый настоятель монастыря, был избран на Арелатскую кафедру, Максим стал его преемником и вторым игуменом Леринской обители. Отказавшись от епископского служения во Фрежюсе, он против воли был поставлен на кафедру Рьеза. Хиротония была совершена святым Иларием, учеником Гонората, сменившим его на митрополичьей кафедре Арля.